# Abu Musa (shahrestan)
Abu Musa (persiska: شهرستان ابوموسی , Shahrestan-e Abu Musa) är en shahrestan, delprovins, i södra Iran. Den omfattar ett antal öar vid Hormuzsundet och östra Persiska viken, och hör till provinsen Hormozgan. Antalet invånare var 7 402 år 2016. Administrativ huvudort är staden Abu Musa.
På ön med samma namn, Abu Musa, ligger Abu Musas flygplats.